# 17 Again (Eurythmics)
17 Again è un brano musicale pop, inciso nel 1999 dal gruppo musicale britannico degli Eurythmics e pubblicato nel 2000 come secondo singolo dall'album Peace. Autori del brano sono i due componenti del gruppo, Annie Lennox e David A. Stewart.
Il singolo, pubblicato su etichetta BMG/RCA, nei formati CD singolo e CD maxi, raggiunse il primo posto negli nella classifica dance di Billboard (Stati Uniti).

## Descrizione
Il testo parla delle varie vicissitudini che si affrontano in una storia d'amore o in una carriera discografica (probabilmente con riferimenti autobiografici), nonostante le quali ci si può ancora sentire dopo tanti anni ancora o di nuovo come degli adolescenti alle prime esperienze.
Il brano termina con una citazione del ritornello della celebre canzone Sweet Dreams (Are Made of This).

## Videoclip
Il video musicale si apre con gli Eurythmics su un palco vestiti con mimetiche dell'esercito e con alle spalle un'orchestra di archi.
In seguito, mentre viene intonato il ritornello, si vedono degli spari che colpiscono gli strumenti e poi "mortalmente" i musicisti e che sono il preludio alla comparsa di scene di guerra.

## Tracce
CD singolo
1. 17 Again – 4:14
2. Gospel Medley – 9:34

CD maxi
1. 17 Again – 4:55
2. Here Comes the Rain Again (Live from Peacetour) – 4:20
3. 17 Again (Live from Peacetour) – 5:11

## Classifiche
| Classifica              | Posizione massima | Nr. di settimane |
| ----------------------- | ----------------- | ---------------- |
| Germania                | 73                | 6                |
| Regno Unito             | 27                |                  |
| Svizzera                | 67                | 5                |
| US Billboard Dance/Club | 1                 |                  |